# Răstoaca (okręg Bacău)
Răstoaca – wieś w Rumunii, w okręgu Bacău, w gminie Răcăciuni. W 2011 roku liczyła 106 mieszkańców.